# 905

## Nașteri
- Constantin al VII-lea Porfirogenetul, împărat bizantin din 913, (d. 959)

## Decese
- dată necunoscută: Papa Leon al V-lea  (n. ?)